# 345 î.Hr.

## Decese
- dată necunoscută: Archytas  (n. 430 î.Hr.)